# Municipio de Plymouth (Kansas)
El municipio de Plymouth (en inglés: Plymouth Township) es un municipio ubicado en el condado de Russell en el estado estadounidense de Kansas. En el año 2010 tenía una población de 280 habitantes y una densidad poblacional de 1,01 personas por km².

## Geografía
El municipio de Plymouth se encuentra ubicado en las coordenadas 38°49′54″N 98°32′28″O / 38.83167, -98.54111. Según la Oficina del Censo de los Estados Unidos, el municipio tiene una superficie total de 278.46 km², de la cual 255,66 km² corresponden a tierra firme y (8,19 %) 22,8 km² es agua.

## Demografía
Según el censo de 2010, había 280 personas residiendo en el municipio de Plymouth. La densidad de población era de 1,01 hab./km². De los 280 habitantes, el municipio de Plymouth estaba compuesto por el 96,79 % blancos, el 2,86 % eran amerindios, el 0,36 % eran asiáticos. Del total de la población el 0,36 % eran hispanos o latinos de cualquier raza.